# Artroscopia
Artroscopia (também chamada de cirurgia artroscópica) é um procedimento cirúrgico endoscópico minimamente invasivo que permite ao médico ortopedista visualizar o interior de uma articulação. A finalidade é identificar os danos e apresentar um diagnóstico mais preciso para tratamento do problema. O procedimento é realizado realizada utilizando um artroscópio, um tipo de endoscópio que é inserido dentro da articulação através de uma pequena incisão. Os procedimentos artroscópicos podem ser realizados tanto para avaliar como para tratar muitos problemas ortopédicos.